# Publy
Publy är en kommun i departementet Jura i regionen Bourgogne-Franche-Comté i östra Frankrike. Kommunen ligger i kantonen Conliège som tillhör arrondissementet Lons-le-Saunier. År 2022 hade Publy 276 invånare.

## Befolkningsutveckling
Antalet invånare i kommunen Publy
Referens:INSEE